# 迟子祥
迟子祥（1884年—1951年），原名振鹏，山东蓬莱人。中国商人、政治人物。

## 生平
1903年，迟子祥到大连，在一个杂货店任店员。不久，他在大连监部通（今中山区长江路邮电局后面）独资创办了益泰祥杂货店。俄国统治大连时期，他自居“山东帮”内的老大连，同“山东帮”内的工商界知名人士刘肇亿、李子明、刘仙洲、黄信之等人交往密切。他谋求商会董事的职务，但因经济实力不足，并受工商界排挤，故未能如愿。
1905年，日本占领大连。日本大连当局宣布大连继续为自由港，代理店业务开始兴起。迟子祥遂将益泰祥杂货店扩大改建为益泰祥代理杂货店。后来他还创办了钱庄。1916年，大连杂货业同业公会成立，他当选会长。此后他开始为日本大连当局服务，后来又在大连钱业信托会社任监查役。他还在大连山东同乡会中工作，为大连的山东同乡热心服务，积极介绍刚来到大连的山东无业人员就业，并赞助公益事业，从而获得了大连山东同乡的好评。1920年代末，大连山东同乡会举行换届选举，迟子祥当选会长。
1930年代初，大连市商会举行换届选举，亲日派企业家、“本地帮”领导人张本政、邵慎亭为了当选商会正、副会长，主动接近迟子祥，希望迟子祥帮助他们在“山东帮”内拉选票。迟子祥答应了他们的要求。此后，他和张本政紧密合作经营，并经张本政、邵慎亭的介绍和担保，同日本财团三菱、三井等洋行签订了面粉、砂糖等代理经销合同，从而获暴利。迟子祥创办的“荣大株式会社”因资金紧张而迟迟无法开业，后来获得了张本政、邵慎亭的大量资金支持才开业，迟子祥因此对张本政、邵慎亭十分感激。抗日战争爆发后，迟子祥向日军捐国防资金和资财，获日军颁发奖状及感谢状等。 
1945年日本投降后，苏联红军占领大连。张本政、邵慎亭成立大连地方自卫委员会、大连中国人会、大连地方治安维持会，迟子祥任这三个会的副会长。苏军占领旅大后，由于外交需要，根据中苏两国所签订的条约以及苏军进入中国后有关旅大地区协定的精神，提出任命身为本地大商人的迟子祥为大连市市长。10月27日晚，苏军在大和旅馆（今大连宾馆）召开大连市各界人士会议，协商推举大连市政府领导事宜。苏联在大连的驻军司令官高兹洛夫提议称：“在苏联军管期间应由中国人出任大连市长……我认为迟子祥居连数十年，他担任大连市山东同乡会会长，又是治安维持会的副会长，市面情况比较熟悉，适宜担任大连市长……”。与会者一致同意了迟子祥的市长任命。1946年9月，在苏军主导下，旅大地区成立旅大金联合行政办事处，迟子祥任主任。实际负责人是副主任、中共旅大地委第二书记刘顺元。
1947年4月，在苏军主导下成立关东行政公署，迟子祥任主席，徐宪斋（时任大连市总商会会长）继任大连市市长。在任命前，刘顺元强烈反对迟子祥担任主席，以及由他举荐财政厅长、建设厅长和商业厅长人选。面对刘顺元的反对，苏军政治部主任彼得罗夫斯基中将说：“我们不管他打的是哪个党的旗号，这个名单是梅尼兹柯夫元帅定的，一点也不能改。你们在旅大人民代表大会上，必须保证迟子祥当选。”中共旅大地委不得不接受苏军安排。旅大人民代表大会上，313名代表投票结果，迟子祥以208票当选为关东公署主席，刘顺元和乔传珏分别以304票和280票当选关东行政公署副主席。1949年4月，迟子祥辞去关东公署主席一职。
据称，在担任大连市市长和关东公署主席期间，迟子祥先后同中国国民党大连市党部、中国国民党中央调查局驻营口办事处、国防部保密局天津行动站、美国驻韩国CIC情报组等进行了密切联系，为它们提供了旅大地区的重要军事、政治及经济情报。1951年2月11日，中央人民政府公布实行《中华人民共和国惩治反革命条例》。根据该条例，旅大市人民法院于同年8月12日以反革命罪判处迟子祥死刑，并对其执行了枪决。